# C104SA

C104SA（シー イチマルヨン エスエイ）は、日本移動通信（IDO）及びDDIセルラーグループ（現・au）が発売した第二世代携帯電話(cdmaOne)端末である。三洋電機製。

## 特徴
メインディスプレイ下部のサブディスプレイはタッチパネルになっているのが特徴。メール表示、状態表示、機能説明などのキー操作に対応している。
その他、迷惑電話がかかってきた際、相手の音声をおうむ返しの様に送り返す「迷惑電話撃退機能」がある。
EZweb（旧・EZweb / EZaccess）には対応しないが、cメールやパソコンと接続する事によって、14.4kbpsでのデータ通信が可能。
なお、2000年に発売されたC111SAは、本機をベースにグローバルパスポートCDMAに対応させたものである。